# Кулябский округ
Кулябский округ — единица административного деления Таджикской ССР, существовавшая в 1929—1930 и 1938—1939 годах. Административный центр — Куляб.
Первоначально округ был образован в 1929 году путём переименования Кулябского вилоята. В его состав вошли тюмени (районы):
- Кангуртский район
- Кзыл-Мазарский район
- Кулябский район
- Муминабадский район
- Пархарский район
- Ховалингский район[1]

В 1930 году он, как и большинство округов на территории СССР, был упразднён, а его районы перешли в прямое республиканское подчинение.
Вновь округ был образован 16 марта 1938 года.
Делился на 10 районов:
- Бальджуванский район
- Дашти-Джумский район
- Кангуртский район
- Кзыл-Мазарский район
- Колхозабадский район
- Кулябский район
- Муминабадский район
- Сары-Хасорский район
- Ховалингский район
- Шуроабадский район[2]

Районы делились на 78 сельсоветов.
27 октября 1939 года преобразован в Кулябскую область.